# 張華原
張 華原（ちょう かげん、生年不詳 - 537年）は、北魏末から東魏にかけての官僚。字は国満。本貫は代郡。

## 経歴
張徳の子として生まれた。若くして明敏で、器量にすぐれていた。高歓が驃騎府を開くと、華原は法曹参軍として召し出された。高歓の側近として近侍したまま、大丞相府属に転じた。高歓による信都での起兵に従い、高歓に親しく待遇された。高歓が三軍に号令するたびに、華原がその宣伝を担当した。
宇文泰が関中に拠ると、高歓は武力によらずかれを服属させようと、華原を入関させて説得させることにした。宇文泰は華原と面会すると、華原を拘留しようと考えたが、華原の堂々とした態度に感心して帰国させることとした。華原がなかなか帰ってこなかったため、高歓はたびたび嘆き惜しんだが、帰国してきたと知ると、喜色を顔に浮かべてかれと会った。
華原は諸官を歴任して兗州刺史となり、州の人心を安定させ、反乱を沈静化させた。州の獄には1000人あまりの囚人がいたが、華原はかれらの行き先を決めてそのほとんどを釈放した。年の暮れには、重罪の者が数十人ほど獄にいるのみであったが、華原は年始を祝うためにかれらを家に帰らせ、時期がやってくると囚人たちは獄にもどってきた。537年（天平4年）5月9日、華原は在官のまま死去した。使持節・侍中・都督恒定幽燕四州諸軍事・驃騎大将軍・恒州刺史・司空公・尚書左僕射の位を追贈された。
子の張宰均が後を嗣いだ。

## 伝記資料
- 『北斉書』巻46 列伝第38
- 『北史』巻86 列伝第74
- 魏故司空公兗州刺史張君墓誌銘（張満墓誌）